# Baye, Marne
Baye är en kommun i departementet Marne i regionen Grand Est (tidigare regionen Champagne-Ardenne) i nordöstra Frankrike. Kommunen ligger i kantonen Montmort-Lucy som tillhör arrondissementet Épernay. År 2022 hade Baye 390 invånare.

## Befolkningsutveckling
Antalet invånare i kommunen Baye
| Referens: INSEE |